# Dolabra

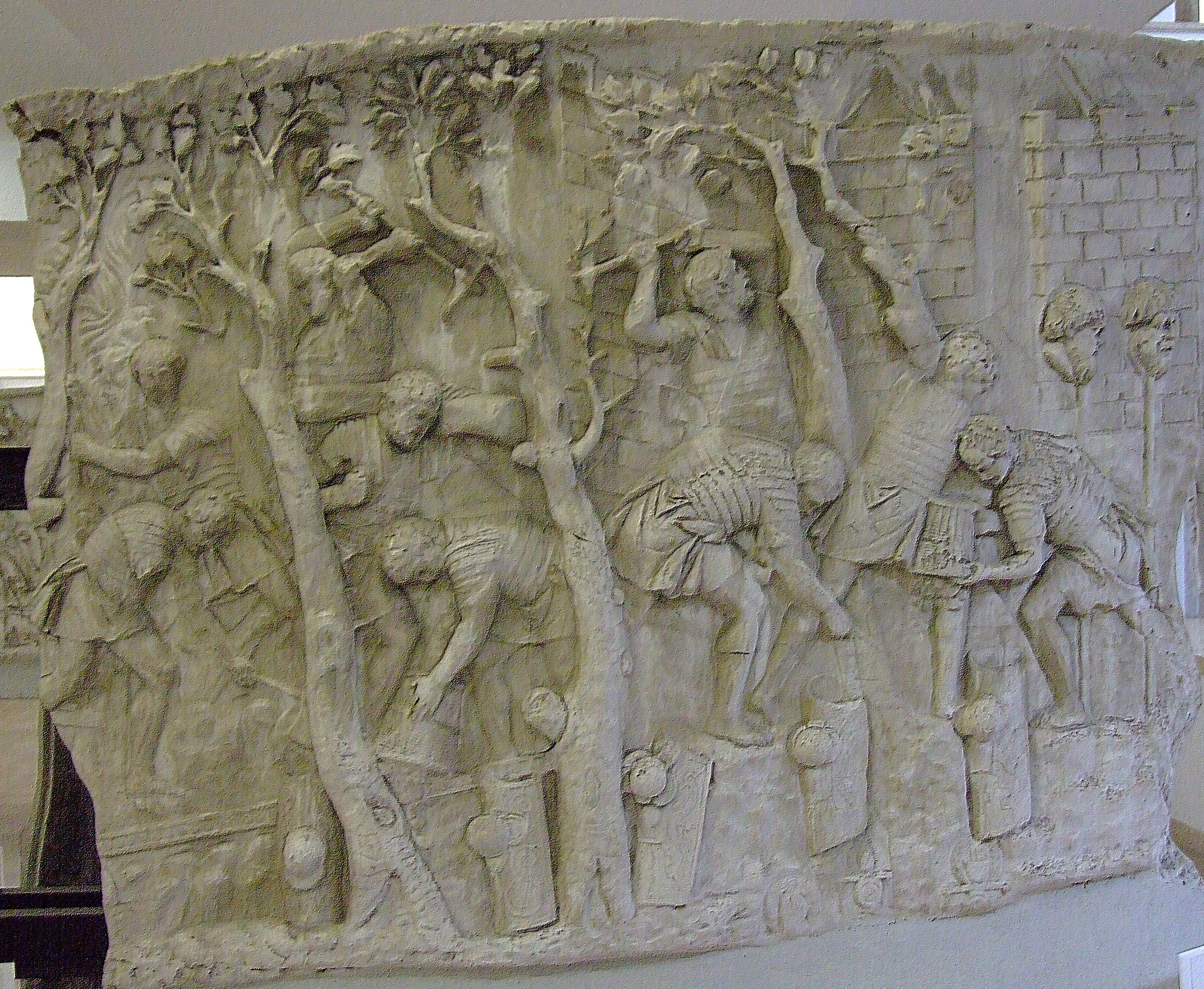
Uso antiguo de la dolabra como útil de trinchera. Museo Nacional Rumano de Historia, Pieza de la Columna de Trajano

La dolabra es una herramienta versátil usada por la gente en Italia desde la antigüedad. La dolabra podía servir como un pico usado por mineros y excavadores, un instrumento usado por sacerdotes para rituales religiosos de sacrificio de animales y como un útil de trinchera (azada) usado en las tácticas de infantería romana. Cneo Domicio Corbulón dijo: "derrotas al enemigo con un pico".

## Galería

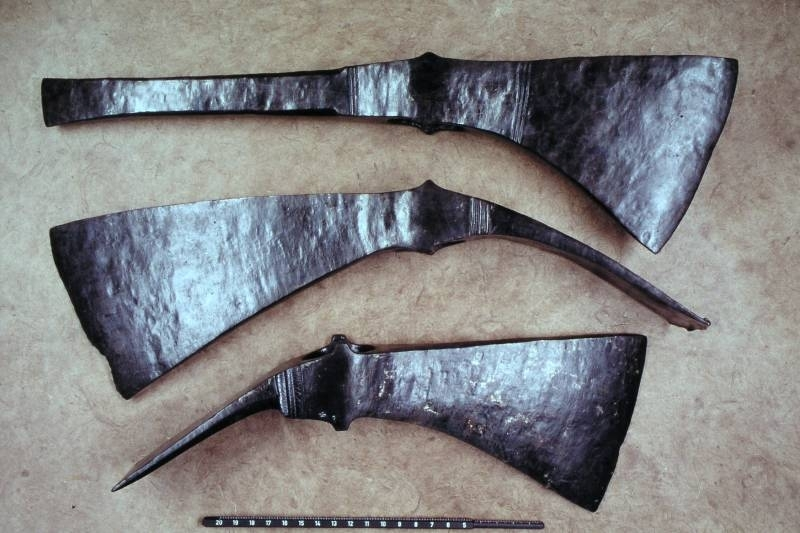
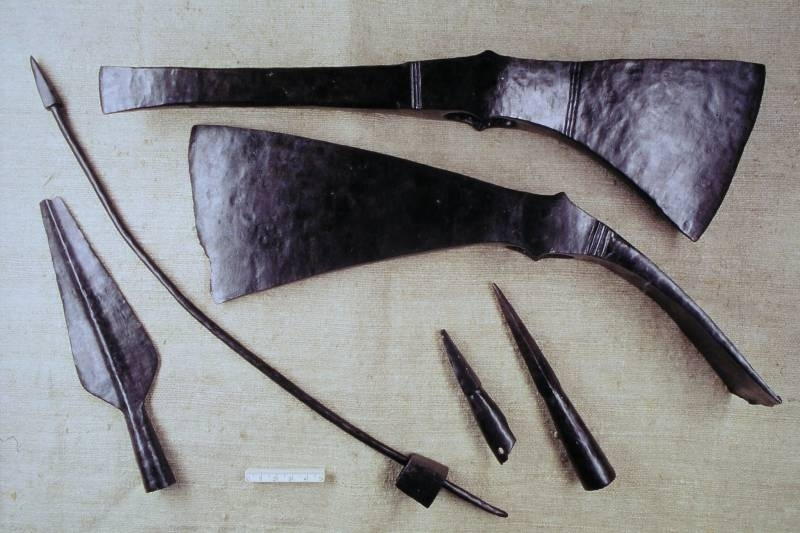